# ایرینا کریوکو
ایرینا کریوکو (بلاروسی: Ірына Крыўко؛ زادهٔ ۳۰ ژوئیهٔ ۱۹۹۱) ورزشکار دوگانه اهل بلاروس است.